# Carmen’s Gold
Carmen’s Gold — сборник американской певицы Кармен Макрей, выпущенный в 1971 году. На альбоме представлены песни периода работы певицы с лейблом Mainstream Records в 1960-е годы, в основном с альбомов Second to None (1964), Haven’t We Met? (1965) и Alfie (1966).
В 1994 году переиздан лейблом Jazz Heritage с новой обложкой и двумя бонус-треками.

## Отзывы критиков
| Оценки критиков                     | Оценки критиков |
| Источник                            | Оценка          |
| ----------------------------------- | --------------- |
| AllMusic                            | [ 1 ]           |
| The Rolling Stone Jazz Record Guide | [ 2 ]           |

В журнале Billboard написали, что это «коллекция одних из самых ценных песен в арсенале артистки, а что ещё приятней, что всё собрано в одном месте». Лучшими песнями на альбоме назвали «Alfie», «Blame It On My Youth», «The Music That Makes Me Dance» и «Who Can I Turn Too». Рецензент британского издания Record Mirror процитировал одного из критиков, сказавших когда-то, что Кармен Макрей — прекрасный интерпретатор и одна из лучших джазовых певиц, и согласился, заявив, что эта похвала подтверждается, по крайней мере частично, этим сборником.

## Список композиций
1. «Alfie» (Берт Бакарак, Хэл Дэвид) — 2:44
2. «Who Can I Turn To» (Энтони Ньюли, Лесли Брикасс) — 3:09
3. «The Music that Makes Me Dance» (Боб Меррилл, Джул Стайн) — 3:40
4. «Gentlemen Friend» (Артур Хорвитт, Ричард Льюни) — 2:20
5. «It Shouldn’t Happen to a Dream» (Дон Джордж, Дюк Эллингтон, Джонни Ходжес) — 2:58
6. «Love Is a Night Time Thing» (Боб Хеймес) — 2:37
7. «Because You’re Mine» (Николас Бродский, Сэмми Кан) — 2:32
8. «Cloudy Morning» (Джо Маккарти мл., Марвин Фишер) — 2:59
9. «Limehouse Blues» (Дуглас Фербер, Филип Брэм) — 3:01
10. «Blame It on My Youth» (Эдвард Хейман, Оскар Левант) — 3:28

Бонус-треки переиздания 1994 года
1. «Life Is Just a Bowl of Cherries» (Лью Браун, Рэй Хендерсон) — 2:50
2. «Where Did It Go (Manhã de Carnaval) (Theme from Black Orpheus)» (Луис Бонфа, Рут Бэтчелор) — 2:32